# Сура Гуд
Сура Гуд (араб. سورة هود) — одинадцята сура Корану. Мекканська сура, що містить 123 аяти. Її названо за іменем пророка Гуда.
Ця сура з’явилася після сури Юнус, а та, у свою чергу — після сури Аль-Ісра. Це відбулося у критичний для Мухаммеда та його місії період — незадовго до того померли його дядько та дружина, до яких язичники ставились з повагою. Особливо насміхались ідолопоклонники над «нічною мандрівкою» Мухаммеда. Оголошена ними війна прихильникам пророка нової релігії стала настільки жорстокою, що майже ніхто не наважувався долучатися до ісламської спільноти. Тому рік смерті своїх дядька та дружини Мухаммед назвав «роком скорботи». У всіх трьох сурах (10, 11 та 17), що з’явились у цей період, йдеться про те, як далеко зайшли курайшити у своїх провокаціях та претензіях. Зміст цих сур відтворює ті часи, коли пророку й тим, хто за ним йде особливо необхідні втіха та підтримка. Тому в цій сурі розкрита історія всіх сповідників віри, починаючи від Нуха і закінчуючи Мухаммедом. У ній однозначно йдеться про те, що всі вони виникли на одній основі — поклонінні єдиному Аллаху, без «молодших богів». Хронологічно ця сура тісно пов’язана з попередньою та чотирма наступними. Тематично вона доповнює попередню. Там увага зосереджена переважно на милості Аллаха стосовно людини, а тут акцентується на справедливості й покаранні, коли всяка милість вичерпується.

## Короткий зміст
Милість Аллаха, його милосердя стосовно людини та його терпіння протиставляються людській невдячності, егоїзму та нещирості (1-24).
Самовідданість та смиренність Нуха, з якими він передавав своєму народові послання Аллаха, нечестиві зустріли зі зневагою, а саме послання було висміяне та відкинуте. Він же за божим повелінням збудував ковчег і врятувався, Аллах дарував йому мир і благодать, а його вороги загинули (25-49).
Пророк Гуд виголошував перед своїм народом проповіді проти ідолів, а пророк Саліх викривав невдячність самудитів стосовно багатих дарів Аллаха. Обидва ці народи відкидали божі знамення, і вороги Аллаха були знищені (50-68).
Лут застерігав свій народ, Ібрагім молився за нього, та люди все глибше поринали у трясовину гріха й були зрештою покарані. Пророк Шуайб застерігав свій народ (мадянітів) від нечистоти та несправедливості, та вони зі зневагою поставились до свого пророка й були винищені (69-75).
Пихаті вожді на кшталт Фірауна вводять людей у оману, в результаті чого, вони самі себе прирікають на погибель. Одначе, Аллах справедливий. Покарання за подібні діяння буде невідворотним і тривалим, тому потрібно всіляко його уникати, служачи Аллаху всім своїм серцем (96-123).